# Троицкое (электродепо)
ТЧ «Тро́ицкое» — планирующееся к проектированию и строительству электродепо Московского метрополитена для обслуживания Троицкой линии совместно со строящимся «Столбовым» для Троицкой и Сокольнической линий. Открытие «Троицкого» предполагается в 2030 году.

## Расположение
Электродепо «Троицкое» планируется построить в поселении Сосенское ТиНАО у проектируемого проезда № 7031 Калужского шоссе. Площадь электродепо должна составить 360 000 кв²; высота предполагается 45 м.

## Обслуживаемые линии
| Линия    | Период                 |
| -------- | ---------------------- |
| Троицкая | с открытия электродепо |

## Подвижной состав

### Пассажирский подвижной состав
| Тип вагонов          | Период                 | Вагонов в составе | Состояние                  |
| -------------------- | ---------------------- | ----------------- | -------------------------- |
| 81-775.2/776.2/777.2 | с открытия электродепо | 8                 | планируются к эксплуатации |